# Mesquita dels Companys
La mesquita dels Companys (àrab: مَسْجِد ٱلصَّحَابَة, masjid aṣ-Ṣaḥāba) és una mesquita de la ciutat de Massaua, a Eritrea. És de la primeria del segle vii i sembla que és la més antiga mesquita d'Àfrica, la primera que s'hi construí.

## Història
Tradicionalment es considera que la mesquita fou fundada per un grup de companys (sahaba) del profeta Mahoma que van emigrar a Abissínia per fugir de la persecució a què els no musulmans de la Meca, al Hijaz, a l'actual Aràbia Saudita, els sotmetien. En aquest sentit, podria haver estat construïda entre el 620 i el 630, o fins i tot abans, cap al 614. La mesquita de Qubà, que és la primera que va construir Mahoma, en el que ara és Medina, data si fa no fa de la mateixa època.
L'estructura actual és de construcció molt posterior, ja que alguns elements, com el mihrab i el minaret, aparegueren més tard en l'arquitectura islàmica.